# Олександр Онищенко
Олександр Онищенко (чеськ. Alexandr Oniščenko) — художник із Праги, Чехія. Широко відомий своїми яскравими імпресіоністичними картинами, його роботи виставляються по всій Європі і Сполучених Штатах.

## Життя і кар'єра
Олександр Онищенко народився в 1957 році в Чернігові, столиці Чернігівської області. Його художнє навчання з ранніх років заохочувалося і підтримувалося його батьком. У 1979 році він закінчив Київський інститут мистецтв і став членом Спілки художників.
Державне регулювання мистецтв за часів Радянського Союзу спонукало Онищенка та багатьох інших молодих художників до опору та створення нелегального колективу художників, який розміщувався в Єлецькому монастирі.
У 1981 році Онищенко з кількома товаришами переїхав до Тевризького району Омського Провансу в Сибіру. Після шести років «самовигнання» 1987 року він повернувся до України. Рятуючись від наростаючої політичної кризи в роки, що передували розпаду Радянського Союзу, Онищенко ненадовго переїхав до Югославії, перш ніж оселитися в Празі, Чехія в 1991 році.
Після кількох років малювання на знаменитому Карловому мосту Онищенко досяг такого успіху, що в 1994 році відкрив власну галерею (Галерея Якубська) у Старому місті Праги.

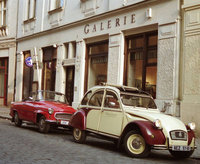
Галерея Якубська Олександра Онищенка у Празі, Чехія

Нині Онищенко проживає у Празі і став одним із найуспішніших художників міста, який отримав премію імені Франца Кафки та премію Академії наук імені Масарика.

## Художні твори
Стиль підписів твору імпресіонізму Олександра Онищенка включає ексклюзивне використання палітри та малювання на чорних полотнах. Опис власної творчості художника як "нового імпресіонізму" не слід плутати з пуантилізмом неоімпресіонізму. Його власна відмінність полягає у використанні традиційної техніки живопису імпасто, при якій фарба наноситься у важкій, текстурованій кількості, а іноді навіть змішується безпосередньо на поверхні полотна, тоді як Онищенко різко відступає від традиційного імпресіонізму, починаючи з тла - чорна поверхня. Цей поворот процесу живопису - перехід від темряви до світла - приносить із собою високий рівень контрасту та яскравості кольору, якими відомі картини художника.
|  | Я переконаний, що весь Всесвіт з'явився із темряви. Ніщо - це початок. І за допомогою цього ніщо я створив абсолютно нову тенденцію в живопису New impressionism. Коли я усвідомив, що я це зробив першим, світ для мене змінився. |

Олександр Онищенко зображує у своїй творчості найрізноманітніші теми. У його портфоліо добре представлені "Натюрморти", "оголені", суші та міські пейзажі, але протягом багатьох років одним з найвідоміших мотивів його роботи залишаються картини з дахів Праги, що виглядають з висоти пташиного польоту. Він дуже добре подорожує і продовжує надихатися своєю роботою навіть через роки після відвідування нового місця.

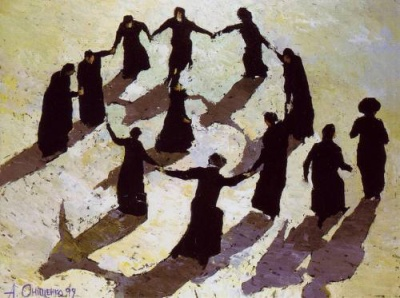
"Єврейський танець" 1999
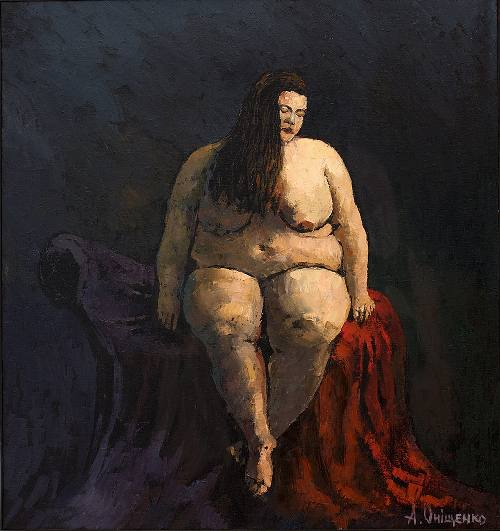
"Статус -кво" 2008
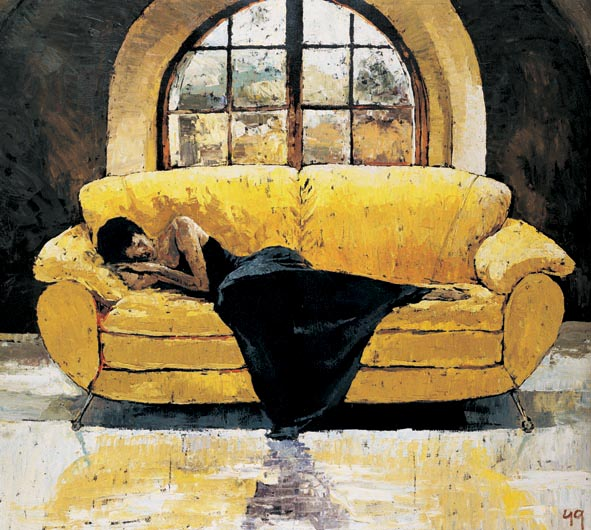
"Диван" 1999 рік
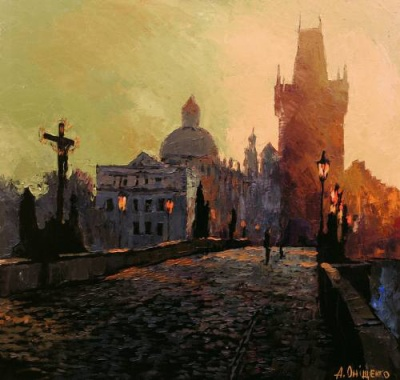
"Карлів міст" 2006
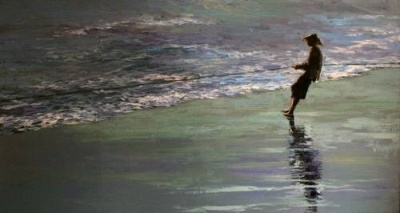
"Людина та її доля" 2009

### Вибрані персональні виставки
2020 рік
- Mandarin Maison (ТЦ Mandarin Plaza), Київ, Україна

2013 рік
- Галерея Гейден-Гейс, Колорадо-Спрінгс (США)
- Художня галерея LaLit, Нью -Делі (Індія)
- Групова виставка THETA Art of Malaysia & Олександр Онищенко, Прага (Чехія)

Під патронатом Посольства Малайзії та Фонду культурної спадщини Малайзії 2012
- Галерея Гейден-Гейс, Колорадо-Спрінгс (США)

2011 рік
- Звуки світла, 38 Девоншир, Лондон, Велика Британія

2010 рік
- Галерея Гейден-Гейс, Колорадо-Спрінгс, Колорадо, США
- Скандинавська прем'єра, якісний спа-курорт, Стромстад, Швеція
- Radniční sklípek, Ліберець, Чехія

2009 рік
- Галерея Смітфілд, Лондон, Велика Британія
- Фойє муніципального будинку, Ліберець, Чехія
- Звуки світла, Королівський інститут британських архітекторів, Лондон, Велика Британія
- Нові картини, Галерея Ерансія, Сен-Жан-де-Люз, Франція

2008 рік
- Галерея Смітфілд, Лондон, Велика Британія

2007 рік
- Галерея образотворчого мистецтва Лангхем, Саффолк, Велика Британія
- Výtvarná scéna 2007 Каролінум, Прага, Чехія
- Галерея Ве Вежі, Мельник, Чехія
- Репродукції та фотографії, Divadlo v Ostrave, Острава, Чехія

2006 рік
- Галерея образотворчого мистецтва Лангхем, Саффолк, Велика Британія

2005 рік
- Галерея Ве Вежі, Мельник, Чехія

2004 рік
- Клініка Belgyogyaszati, Будапешт, Угорщина

2003 рік
- Центр Культури Де Ла Відвідування, Періге, Франція
- Le secret de la Toile Noire, Le Chartrier Cour du Chateau, Брикебек, Франція

1999 рік
- Парк -авеню, Нью -Йорк, США

1998 рік
- Арт-Манеж-98 Виставка, Москва, Росія
- Виставковий зал, Гораздовиці, Чехія

1997 рік
- Галерея Ве Вежі, Мельник, Чехія

1994 рік
- Боровіанська галерея, Мюнхен, Німеччина
- Galerie d'Art Llahi 2, Росія a Андоррі, Ла Вела Андорра, Андорра

1991 рік
- Галерея La Ambiente, Вольфсбург, Німеччина
- Боровіанська галерея, Мюнхен, Німеччина

1989 рік
- Варна, Болгарія

## Зовнішні посилання
- Галерея Якубська, Новий імпресіонізм, Прага, Чехія [Архівовано 23 жовтня 2021 у Wayback Machine.]
- Галерея Zozimus, Дублін, Ірландія
- Галерея Хейден-Хейс, Колорадо-Спрінгс, Колорадо, США
- Галерея Ерансія, Сен-Жан-де-Люз, Франція [Архівовано 1 березня 2012 у Wayback Machine.]
- Filsinger Chicago, Чикаго, США [Архівовано 11 серпня 2017 у Wayback Machine.]
- www.onishenko.com [Архівовано 10 вересня 2020 у Wayback Machine.]

### Публікації
- Alexandr Onishenko, New Impressionism, 2007 Catalogue Galerie Jakubská, Prague, Czech Republic 2007
- Alexandr Onishenko, 2006 Catalogue, Galerie Jakubská, Prague, Czech Republic 2006
- The Secret of the Black Canvas, Galerie Jakubská, Prague, Czech Republic 2004 ISBN 80-903382-1-6
- The Secret of the Black Canvas, Film Documentary, Flightprod, Dir. Bronislava Janečková 2000